# 金融再生計劃

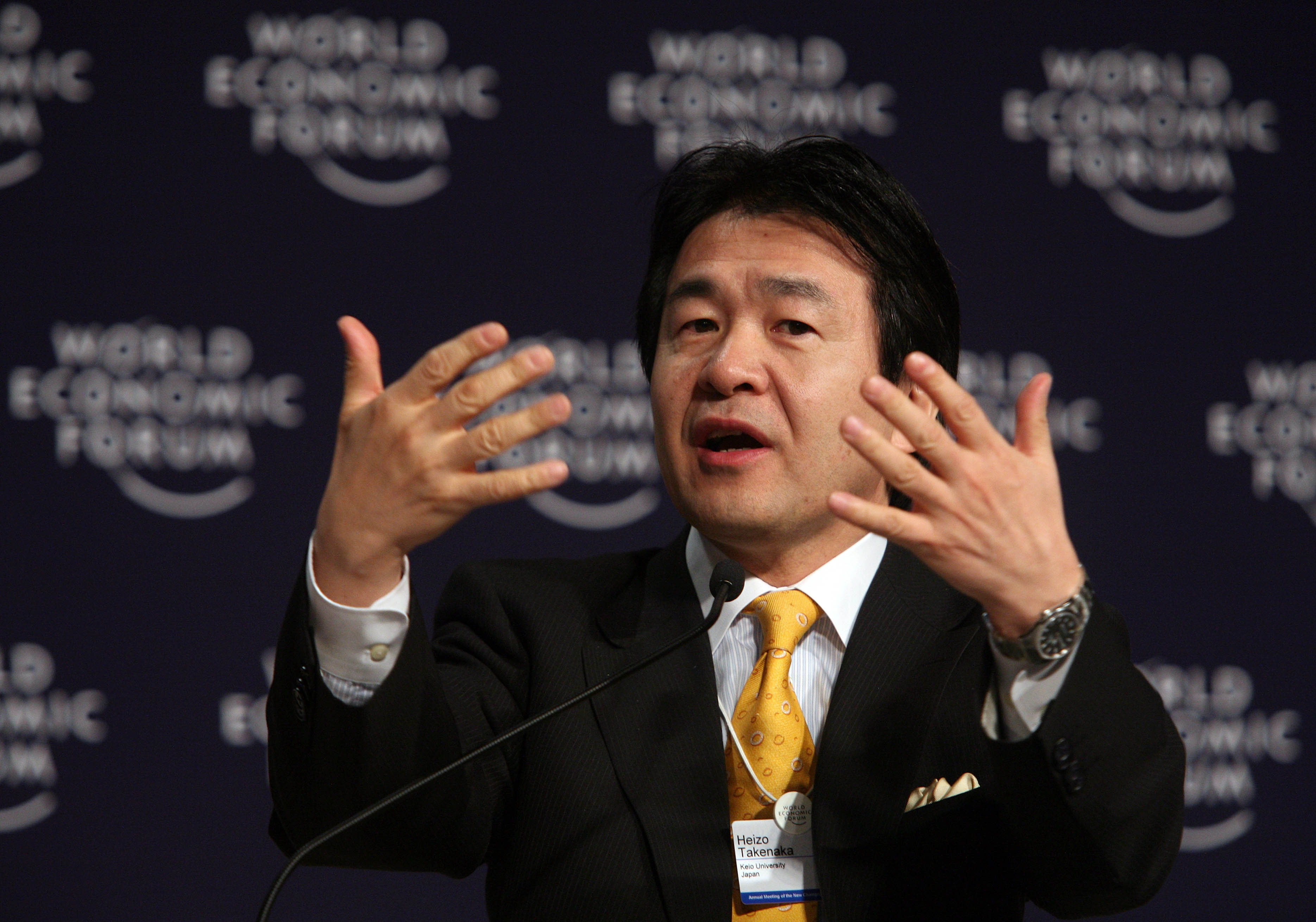
竹中平藏

金融再生計劃（きんゆうさいせいプログラム）是日本2002年10月展開的計劃，意圖對抗網路泡沫化的衝擊並再次試圖解決失落十年問題，由竹中平藏金融擔當大臣提出，也稱竹中計畫，意圖打消銀行不良呆帳。主打政府預先注資銀行強化金融體質，再交辦銀行扶植企業再生增強經濟，但是和以往所有金融救助計畫一樣都有圖利財團的問題日後被質疑。

在本財政振興計劃的主軸是通過解決各大銀行的不良貸款問題，振興經濟，加強對銀行和企業的合作重建資金。但是臭名昭著的許多企業事實證明，很多所謂的振興基金是禿鷹基金。禿鷹基金最出名的是蓮花投資基金。投資合夥油漆蓮香樓，日本丸石腳踏車出技術，Maruishi週期工業有限公司和薩哈鑽石出資金，但是有暗盤交易。眾議院油漆醜聞是提供乾股給議員，之後公司減資1元卻能免除117億日圓債務，再配合此消息讓股價暴漲，所有手上有持股的人和議員都得利。 